# Фар, Карл Теодор
Карл Теодор Фар (нем. Karl Theodor Fahr; 3 октября 1877, Пирмазенс — 29 октября 1945, Гамбург) — немецкий невролог, профессор Гамбургского университета; его именем назван «Синдром Фара».

## Биография
После посещения гимназии «Immanuel-Kant-Gymnasium Pirmasens» (IKGP), Теодор Фар изучал медицину в университетах Гисена, Мюнхена, Берлина и Киля. В 1898 году он стал членом студенческого братства «Corps Starkenburgia». В 1903 году в Гисене Фар защитил диссертацию и стал кандидатом медицинских наук. После этого он был ассистентом в Гамбурге — в частности, в местной портовой больнице. В 1909 году он возглавил Патологический институт больницы в Мангейме. В 1919 году он Теодор Фар стал экстраординарным профессором, а в 1924 — полным профессором патологии в Гамбурге. 11 ноября 1933 года он был среди более 900 ученых и преподавателей немецких университетов и вузов, подписавших «Заявление профессоров о поддержке Адольфа Гитлера и национал-социалистического государства».
С 1909 по 1915 год в Мангейме Теодор Фар, совместно с Францем Волхардом (Franz Volhard, 1872—1950), занимались классификацией заболеваний почек. В работе «Болезнь Брайта: клиника, патология и атлас» (Die Bright’sche Nierenkrankheit: Klinik, Pathologie und Atlas, 1914), Фар разделил заболевания почек на дегенеративные (нефрозы), воспалительные (нефриты) и атеросклеротический (склерозы). Относительно нефросклероза им была выявлена как доброкачественная, так и злокачественная формы.
В 1923 году, на конференции Немецкого общества патологии (Deutsche Gesellschaft für Pathologie), Карл Теодор Фар — выступая с докладом «О метаплазии и образовании рака» (Über Metaplasie und Krebsbildungen) — предположил, что существует причинно-следственная связь между курением и бронхиальной карциномой: в результате, он стал одним из первых ученых, сделавших подобное заключение. В 1931 году Фар описал болезнь, позднее получившую его имя — «Синдром Фара». 29 октября 1945 года Карл Теодор Фар покончил с собой.

## Память
В 1961 года в Гамбурге именем Карла Теодора Фара была названа улица «Theodor-Fahr-Straße».

## Работы
- Franz Volhard, Theodor Fahr: Die Bright’sche Nierenkrankheit: Klinik, Pathologie und Atlas. Springer, Berlin 1914.
- Über atypische Befunde aus den Kapiteln des Morbus Brightii nebst anhangsweisen Bemerkungen zur Hypertoniefrage. In: Virchows Archiv für pathologische Anatomie. Band 248, 1924, S. 323—336.
- Theodor Fahr, Otto Lubarsch: Die Nierengewächse. In: Friedrich Henke und Otto Lubarsch (Hrsg.): Handbuch der speziellen pathologischen Anatomie und Histologie. Band 6, 1. Berlin 1925.
- Theodor Fahr: Zusammenhangstrennung und durch Gewaltanwendung bedingte krankhafte Veränderungen des Nierenbeckens und des Harnleiters. In: Friedrich Henke und Otto Lubarsch (Hrsg.): Handbuch der speziellen pathologischen Anatomie und Histologie. Band 6, 1. Berlin 1925.